# Francesco Giovanni Bonifacio
Francesco Giovanni Bonifacio (7. září 1912, Piran – 11. září 1946, Grožnjan) byl italský římskokatolický kněz, zabitý jugoslávskými komunisty. Katolická církev jej uctívá jako blahoslaveného mučedníka.

## Život
Narodil se dne 7. září 1912 v Piranu v Rakousku-Uhersku (pozdější Italské království, dnešní Slovinsko) na území terstské diecéze jako druhé ze sedmi dětí. Po absolvování povinné školní docházky se přestěhoval do Koperu, kde vstoupil do kněžského semináře. Během studií mu zemřel otec. Teologická studia dokončil v Gorici.
Dne 26. října 1936 jej arcibiskup goricijský Carlo Margotti v Terstu vysvětil na jáhna. Dne 27. prosince 1936 byl vysvěcen na kněze v katedrální bazilice San Giusto v Terstu jako diecézní kněz pro terstskou diecézi. Svoji primiční mši svatou sloužil dne 3. ledna 1937 ve svém rodném městě.
Nejprve působil ve svém rodném městě, po krátké době se stal vikářem v Novigradu, kam se s ním přestěhovala jeho matka a dva bratři, kteří ho následovali i na další působiště. V Novigradu založil místní pobočku laického hnutí Azione Cattolica.
Dne 13. července 1939 se stal kaplanem ve vesnici Villa Gardossi u Buje. Zde organizoval farní pěvecký sbor, založil amatérský dramatický kroužek, malou občanskou knihovnu a pobočku hnutí hnutí Azione Cattolica. Zasadil se zde také o propagaci rekreačních a sportovních aktivit pro mládež, sociálních aktivit pro seniory a pomáhal nemocným a ekonomicky znevýhodněným.
Během druhé světové války (od roku 1940 až do příměří roku 1943) byla situace v jeho působišti napjatá, kdy se v lesích okolo ukrývalo mnoho partyzánů, kteří bojovali s nacisty. V té době ukrýval na faře mladé muže, kteří nechtěli vstoupit do žádné z armád.
Po válce došlo na území Jugoslávie k pronásledování italsky mluvících lidí, mezi něž patřil.
Dne 11. září 1946 byl, když se vracel do Grožnjanu (dnešní Chorvatsko) na cestě zajat několika příslušníky tajné policie OZNA, mučen a nakonec zavražděn. Jeho ostatky nebyly nikdy nalezeny.

## Úcta

Jeho blahořečení v katedrální bazilice San Giusto v Terstu

Jeho beatifikační proces započal dne 26. května 1997, čímž obdržel titul služebník Boží. Dne 3. července 2008 podepsal papež Benedikt XVI.
Blahořečen pak byl dne 4. října 2008 v katedrální bazilice San Giusto v Terstu. Obřadu předsedal jménem papeže Benedikta XVI. arcibiskup Angelo Amato.
Jeho památka je připomínána 11. září. Bývá zobrazován v kněžském oděvu.